# Espirilo
Espirilos são bactérias de forma espiralada (como um saca-rolhas). Algumas formas são rígidas e outras flexíveis (espiroquetas). Uma forma que se parece com uma vírgula chama-se vibrião. Doenças que são causadas: cólera.